# 서스캐처원 연쇄 흉기난동 사건
2022년 9월 4일, 마일스 샌더슨은 캐나다 제임스 스미스 크리 네이션과 서스캐처원주 웰던의 13개 장소에서 발생한 대량 칼부림 사건으로 11명을 살해하고 17명에게 부상을 입혔다. 피해자 중 일부는 표적 공격을 받은 것으로 보이며, 다른 일부는 무작위로 공격당했다. 이 사건은 캐나다 역사상 가장 치명적인 학살 중 하나이다.
사건과 관련한 긴급 경보가 서스캐처원주 전역에 발령되었고, 이후 매니토바주와 앨버타주로 확대되었다. 경찰은 마일스를 신속하게 파악하고 그와 그의 형제 데미안을 연쇄 살인 용의자로 지목하여 추적했다. 9월 5일, 데미안은 여러 상처를 입고 사망한 채 발견되었다. 9월 7일 오후 3시 28분, 마일스는 경찰의 PIT 기동으로 차량이 도로를 벗어난 후 서스캐처원주 로스턴에서 항복하고 체포되었다. 그는 얼마 지나지 않아 의학적 고통을 겪었고, 그날 늦게 경찰 구금 중 급성 코카인 과다 복용으로 사망했다. 10월 6일, 왕립 캐나다 기마경찰은 마일스가 데미안을 포함한 11건의 모든 살인 사건의 단독 책임자라는 증거가 있다고 밝혔다. 2023년 4월 27일, 왕립 캐나다 기마경찰은 공격 전, 도중, 후의 사건에 대한 예비 시간표를 발표했다.

## 사건

### 공격의 전조
2022년 9월 1일, 마일스 샌더슨은 서스캐처원주 내 약 2,000명의 주민이 거주하는 새스커툰에서 북동쪽으로 200 킬로미터 (120 mi), 리자이나에서 북쪽으로 300 킬로미터 (190 mi) 떨어진 제임스 스미스 크리 네이션에 코카인을 팔기 위해 도착했다. 다음 날인 9월 2일 오후, 마일스는 그의 파트너를 폭행하고 그들의 차로 그녀를 치려고 했다. 공격 후, 마일스의 형제 데미안이 그를 데리고 갔다. 형제는 다른 여성을 태우고 인근 키니스티노의 바에 갔다가 다시 제임스 스미스 크리 네이션으로 돌아와 코카인을 팔았다.
9월 3일 오전 4시 3분(중앙 표준시), 왕립 캐나다 기마경찰 (RCMP)은 데미안의 아내로부터 남편이 퍼스트 네이션에서 차량을 훔쳤고 음주 상태일 수 있다는 전화를 받았다. 두 명의 경찰관이 4시 15분에 출동하여 그를 찾기 시작했는데, 그는 당시 체포 영장이 발부된 상태였다. 5시 35분에 그들은 한 집에서 데미안이 안에 있는 차량을 발견했다. 그가 다른 이름을 대고 2014년 감옥 사진과 다르게 생겼기 때문에 경찰관들은 3시간 동안 데미안을 찾았지만 성공하지 못했다.
나중에 마일스와 데미안은 정오쯤 그 집에서 태워져 같은 키니스티노 바에 갔다. 그들은 오후 1시 30분쯤 내려졌고 몇 시간 동안 걸어 다니다가 오후 5시에 나중에 피해자 중 한 명이 될 그레고리 번스를 폭행한 후 헤어졌다. 데미안은 다른 키니스티노 바에 가서 한 여성에게 자신과 형제가 "임무"를 가지고 있으며 "몇 시간 안에 모든 사람들이 알게 될 것"이라고 말했다. 그는 자정 전에 제임스 스미스 크리 네이션으로 돌아왔고 거기에 남아있던 마일스를 만났다. 형제는 다른 남자를 폭행했지만 심각한 부상을 입지는 않았다.
9월 4일 오전 3시 30분경, 형제는 퍼스트 네이션의 한 집에서 회색 밴을 가져갔고 오전 4시에 마지막으로 알려진 마약 판매를 했다. 그들은 4시 45분에 퍼스트 네이션의 한 집으로 돌아와 밴을 타고 떠났다. 한 목격자는 나중에 그들이 술을 마시며 "무언가를 위해 기분을 돋우고 있었다"고 묘사했다.

### 공격

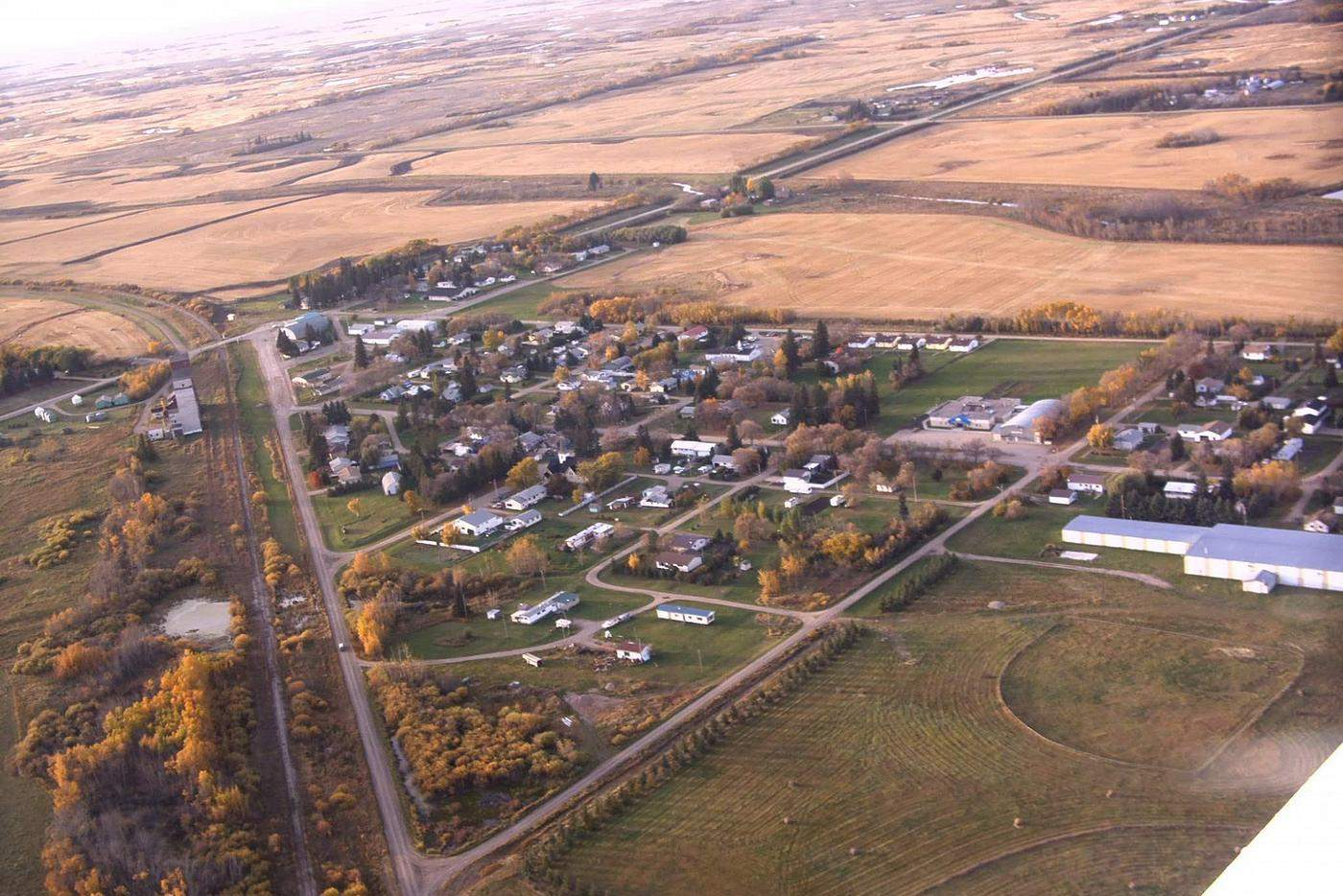
남동쪽에서 본 웰던

2023년 4월 왕립 캐나다 기마경찰이 발표한 예비 시간표에 따르면, 공격은 9월 4일 오전 5시 30분경 시작되었다. 당시 형제는 데미안의 아내를 찾아 그의 집으로 들어갔다. 그녀를 찾을 수 없자, 데미안은 집에 있던 두 딸에게 자신을 다시는 볼 수 없을 것이라고 말했다. 5시 40분경, 형제는 다른 집으로 들어갔고, 마일스는 한 남자를 가위로 공격했다. 그러나 데미안이 둘 사이에 끼어들어 피해자에게 경찰을 부르지 말라고 말하면서 공격을 멈췄다. 마일스는 부엌에서 칼을 들고 형제는 떠났다. 피해자는 9-1-1에 전화했다. 마일스와 데미안은 밴 밖에서 싸웠고, 이로 인해 데미안은 심하게 다쳤다. 그는 인근 덤불로 달아났고, 그곳에서 나중에 사망했다. 데미안 샌더슨이 첫 번째로 확인된 사망자였다.
대략 5시 59분부터 6시 7분 사이에 샌더슨은 두 집에서 5명을 공격하여 3명을 살해했다. 그는 그레고리 번스의 집으로 가서 그를 살해하고 그레고리의 어머니 보니와 두 아이를 공격했다. 6시 14분, 샌더슨은 다른 집에서 두 명의 피해자를 공격했다. 5분 후, 샌더슨은 전 장인 얼 번스 시니어와 그의 아내를 한 집에서 공격한 후 차를 몰고 떠났다. 얼은 스쿨버스를 타고 그를 쫓아가려 했지만, 버스가 도랑으로 굴러 떨어져 사망했다. 다른 세 집에서 8명을 추가로 공격하여 그 중 2명을 살해한 후, 샌더슨은 6시 53분에 그레고리 번스의 집으로 돌아와 보니 번스를 다시 공격하여 살해했다. 그는 보니를 돕기 위해 그 집에 갔던 다른 여성도 살해했다. 공격 내내 샌더슨은 차량을 훔치고 잠시 후 다른 차량으로 바꾸었다.
샌더슨은 훔친 SUV를 타고 약 25 킬로미터 (16 mi) 떨어진 인구 160명의 마을인 서스캐처원주 웰던으로 향했다. 주민들은 그가 마을에 있는 것을 보았고, 한 차량이 뒤져졌으며 구급상자와 쇠지렛대가 도난당했다고 보고했다. 8시 19분, 샌더슨은 웰던의 한 집에서 한 남자를 살해했다.

### 경찰 대응

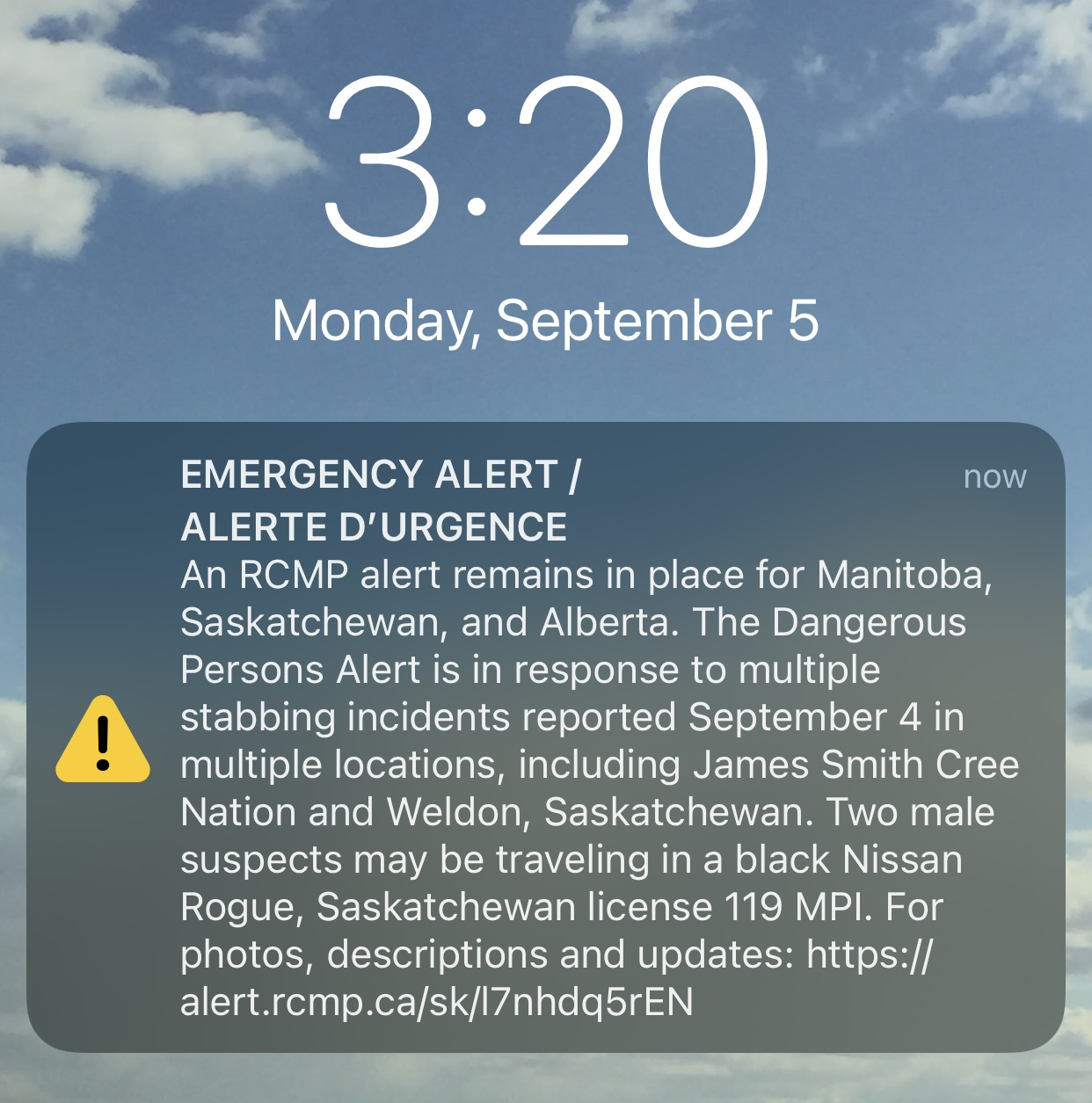
수색 작전 중 발송된 긴급 경보 화면. iOS 기기에 표시된 모습.

오전 5시 40분, 왕립 캐나다 기마경찰은 제임스 스미스 크리 네이션의 여러 장소에서 칼부림 사건이 발생했다는 첫 통보를 받았다. 오전 5시 43분, 서스캐처원주 멜포트의 경찰관 2명이 현장으로 파견되었고, 6시 18분에 도착했다. 2분 후, 경찰관 중 한 명은 두 번째 현장으로 가기 위해 범죄 현장을 떠났고, 6시 32분에 도착했다.
오전 7시 12분, 왕립 캐나다 기마경찰은 즉각적인 지역 내에서 긴급 경보를 발령하여 마일스와 데미안을 용의자로 지목하고 주민들에게 안전한 장소에 머물고 타인을 집에 들일 때 주의하라고 조언했다. 또한 시민들에게 형제에게 접근하지 말고 대신 9-1-1에 신고하라고 경고했다.
오전 8시 20분, 형제가 차량에 접근할 수 있다는 사실이 확인된 후 시민 비상사태는 서스캐처원주 전역으로 확대되었다. 서스캐처원주 왕립 캐나다 기마경찰의 요청에 따라 시민 비상사태는 나중에 인접한 앨버타주와 매니토바주 전체로 확대되었다. 경찰 검문소는 리자이나와 프린스앨버트 사이에 설치되었다. 형제의 차량은 나중에 오전 11시 45분에 리자이나에서 목격되었다.
사망자와 부상자는 13곳에서 발견되었다. STARS 구급 비행기와 육상 구급차가 부상자들을 트리아지하고 병원으로 이송하기 위해 출동했다. 서스캐처원 보건국은 코드 오렌지를 발령하여 칼부림 사건 지역 병원에 추가 인력을 배치하여 환자 유입에 대응했다.

### 샌더슨의 발견, 체포, 사망
9월 7일 오후 2시 7분, 와카우 마을에서 가택 침입 사건이 보고되었고, 샌더슨은 칼을 들고 마을 북동쪽에서 목격되었다고 한다. 왕립 캐나다 기마경찰은 2시 49분에 긴급 경보를 발령하여 칼을 든 남자가 마지막으로 와카우에서 목격되었으며 흰색 쉐보레 아발란체를 훔쳤고 공격과 관련이 있는 것으로 보인다고 경고했다. 훔친 트럭은 3시 17분에 사복 경찰차 운전자에 의해 고속도로 11호선을 따라 로스턴 방향으로 서쪽으로 운전하는 것이 목격되었고, PIT 기동이 사용되어 트럭을 도랑으로 유도했다. 트럭 운전자는 샌더슨으로 확인되었고, 3시 28분에 경찰에 체포되었다. 그는 3시 33분에 의학적 고통을 겪었고 그날 늦게 경찰 구금 중 사망했다. 9월 9일, 샌더슨이 운전했던 원래 차량이 서스캐처원주 크리스탈 스프링스 동쪽에서 버려진 채 발견되었다. 2024년 2월, 법의병리학자는 샌더슨이 "급성 코카인 과다 복용"으로 사망했다고 밝혔다.

## 사상자
- 데미안 샌더슨, 31세
- 로버트 샌더슨, 49세
- 크리스천 헤드, 54세
- 라나 헤드, 49세
- 그레고리 번스, 28세
- 얼 번스 시니어, 66세
- 토마스 번스, 23세
- 캐럴 번스, 46세
- 보니 굿보이스-번스, 48세
- 리디아 글로리아 번스, 61세
- 웨슬리 페터슨, 78세

가해자를 포함하여 12명이 사망했다. 모두 23세에서 78세 사이의 성인이었다. 추가로 17명이 부상을 입었다. 9월 7일 현재, 10명이 입원했고, 2명은 위독한 상태이다. 사망자 중 일부는 마일스의 처가 친척이었는데, 그 중 두 명은 2015년에 마일스가 칼로 찔렀다고 인정한 바 있다.

## 가해자
마일스 브랜든 샌더슨(32세)은 이번 공격의 가해자였다. 왕립 캐나다 기마경찰은 처음에 그와 그의 형제 데미안을 칼부림 사건과 관련하여 수배 중인 두 용의자로 지목했다. 그들은 검은색 닛산 로그를 운전하는 것으로 여겨졌고, 멜포트와 리자이나의 아르콜라 애비뉴 지역에서 목격되었다고 한다. 9월 5일, 마일스는 공격과 관련하여 1급 살인, 살인 미수, 주거 침입 혐의로 기소되었고, 데미안은 1급 살인 혐의로 기소되었다. 데미안은 같은 날 사망한 채 발견되었다.
10월 6일, 왕립 캐나다 기마경찰은 마일스 혼자 데미안을 포함한 11명의 살인을 저질렀다고 밝혔다. 그들은 또한 데미안이 칼부림 사건의 초기 계획 및 준비에 가담했지만, 난동이 시작될 때 무언가 바뀌었을 수 있다고 말했다.
경찰은 2022년 5월부터 마일스를 찾고 있었는데, 그는 당시 자신의 사회복지사와의 만남을 중단했다. 그는 2021년 8월 폭행, 강도, 재산 피해, 협박 혐의로 5년형을 복역한 후 법정 석방되었다. 캐나다 가석방 심사위원회에 따르면, 마일스는 경찰관 폭행을 포함하여 59건의 전과가 있었다. 총 47건의 형사 소송이 그에게 제기되었으며, 125건의 범죄 혐의를 받았다. 이로 인해 그는 평생 무기 소지가 금지되었고, 술과 다른 마약을 멀리하라는 명령을 받았다. 그는 14세부터 코카인을 사용했으며, 주로 술이나 다른 마약의 영향을 받아 파트너에게 분노와 폭력을 휘두른 전력이 있었다.

## 반응
9월 4일 정오, 제임스 스미스 크리 네이션의 합동 추장단 및 의회는 9월 30일 오후 5시까지 효력이 있는 지역 비상사태를 선포했다. 또한, 지역 사회는 두 개의 비상운영센터를 설치했다. 공격은 CFL 미식축구 경기인 서스캐처원 러프라이더스와 위니펙 블루 보머스 간의 경기가 리자이나에서 열릴 예정이었던 노동절 클래식 인기 경기가 열리기 몇 시간 전에 발생했다. 경기 중 리자이나의 뉴 모자이크 스타디움에는 추가 경찰력이 배치되었다.
엘리자베스 2세 엘리자베스 2세 여왕은 다음 날 서거하기 전 마지막 공개 성명에서 "이 비극적인 시기에 모든 캐나다인과 함께 애도한다"고 말했다. 서스캐처원 주 총리 스콧 모는 "이 무의미한 폭력으로 인한 고통과 상실을 적절히 설명할 단어는 없다"고 말했다. 쥐스탱 트뤼도 총리는 칼부림 사건을 "끔찍하고 가슴 아픈" 일이라고 부르며 "사랑하는 사람을 잃은 사람들과 부상당한 사람들을 생각한다"고 말했다.
오타와의 피스 타워와 서스캐처원주의 모든 연방 건물에는 캐나다 국기가 조기로 게양되었다. 모 총리는 사망자들을 기리기 위해 모든 주 정부 건물에 게양된 국기를 10일 동안 조기로 내릴 것이라고 발표했다. 대학, 교육청, 지방 정부 및 기타 기관들도 조기를 내리고 애도의 성명을 발표했으며, 리자이나, 새스커툰, 프린스앨버트의 캐나다 퍼스트 네이션 대학교 캠퍼스에서는 기도회와 촛불 추모식을 개최했다.
분석가들은 왕립 캐나다 기마경찰이 수색 작전 관련 대중 소통의 일환으로 긴급 경보를 광범위하게 사용한 것은 2020년 노바스코샤주 총기 난사 사건과 대조적이며 그에 대한 대응이라고 제안했다. 2020년 사건에서는 왕립 캐나다 기마경찰이 용의자에 대한 정보를 게시하기 위해 거의 전적으로 소셜 미디어에 의존했으며, 용의자가 결국 경찰에 의해 발견되어 사살되기 전까지 경보에 동의하지 못했다. 9월 4일부터 7일 사이에 최소 12건의 긴급 경보가 발령되었다. 여기에는 샌더슨 수색 작전과 직접 관련된 경보뿐만 아니라 브리타니아와 위체칸 레이크 퍼스트 네이션에서의 총격 사건에 대한 무관한 보고에 대한 경보도 포함되었다.
캐나다 가석방 심사위원회는 마일스 샌더슨의 석방 결정을 재검토하겠다고 약속했다. 광범위한 폭력 전력에도 불구하고, 샌더슨의 초기 법정 석방 허가는 의무적이었다. 그러나 그는 가석방을 위반하여 석방이 중지되었지만, 가석방 심사위원회가 그의 높은 재범 위험성을 인지했음에도 불구하고 중지는 해제되었다.
9월 8일 제임스 스미스 크리 네이션의 버나드 콘스탄트 커뮤니티 학교에서 열린 기자회견에서 제임스 스미스 크리 네이션 추장 왈리 번스, 대추장 브라이언 하들로트, 추장 바트 차니, 부추장 크리스토퍼 조브는 캐나다에 "원주민 공동체의 폭력의 근본 원인을 해결할 것"을 촉구했다. 그들은 연방 가석방 위원회 개혁, "부족 경찰 및 부족 구성원 금지 결의안 발행 권한을 포함한" 자신들의 공동체를 위한 더 큰 자치권, 그리고 정신 건강 및 중독 치료 프로그램에 대한 지원 강화를 요구했다. 대릴 번스—지역 공동체 대응팀원이자 중독 상담사였던 그의 누나 글로리아는 긴급 전화에 홀로 응답한 후 살해당했다—는 데미안 샌더슨의 미망인이 칼부림 사건에 대한 "죄책감, 수치심, 책임"을 질 필요가 없으며, 그의 가족은 용서하기로 선택했다고 말했다. 대릴 번스는 자신들의 공동체와 같은 외딴 퍼스트 네이션 공동체의 곤경이 비극 발생 후 2주 동안만 언론의 주목을 받을 것이므로, 그 기간 동안 자신들의 우려를 명확히 표현하는 것이 중요하다고 말했다.

## 같이 보기
- 2019년 노던 브리티시컬럼비아 살인 사건, 이번 칼부림 사건 3년 전 캐나다에서 발생한 총격 사건